# NGC 6807
NGC 6807 – mgławica planetarna położona w gwiazdozbiorze Orła. Jest oddalona o około 15–20 tysięcy lat świetlnych od Ziemi. Została odkryta 4 września 1882 roku przez Edwarda Pickeringa.
Obiekt ten jest trudny do odróżnienia od sąsiednich gwiazd nawet przy dużym powiększeniu teleskopu. By dostrzec jego prawdziwą naturę należy użyć specjalnych filtrów (np. OIII), które blokują prawie całe światło, oprócz tego emitowanego przez gaz w chmurach międzygwiazdowych.